# Aayemenaytcheia
Aayemenaytcheia és un gènere de trilobit de l'ordre dels proètides descrit per Lieberman el 1994. Se n'han trobat restes fòssils a Nunavut (Canadà).